# Horváthásos
Horváthásos (németül: Kroatisch Ehrensdorf, horvátul: Hrvatski Hašaš, régebbi gradišćei alakban Hervatski Hašaš, vagy pedig Horvatski Hašaš) Monyorókerék településrésze, egykor önálló község  Ausztriában Burgenland tartományban a Németújvári járásban.

## Fekvése
Németújvártól 16 km-re északkeletre fekszik.

## Története
A település a már korábban is létező Hásos falu (lásd Némethásos) területére 1545-től érkező horvátok betelepítésével keletkezett. 1556-ban Erdődy Péter a monyorókeréki uradalommal együtt Zrínyi Miklósnak adta zálogba és egészen 1613-ig a Zrínyiek birtoka maradt. Ezután újra Erdődy-birtok volt. 1720-ban 14 portát számláltak a településen. 1787-ben 26 házában 170 lakos élt. 1828-ban 27 háza és 192 lakosa volt. 1857-ben 34 ház állt a faluban 179 lakossal.
Fényes Elek szerint "Horvát- és Német-Hásos, (Krobotisch- und Deutsch-Eresdorf), horvát és német falu, Vas vmegyében: 388 kath. lak., bortermesztéssel. F. u. g. Erdődy. Ut. p. Rába-Sz. Mihály."
Vas vármegye monográfiája szerint " Horvát-Hásos, lakosai szintén horvátajkúak, vallásuk r. kath. Házszáma 50, lélekszáma 288. Postája Monyorókerék, távírója Szombathely. Lakosai nagyobbrészt szénégetéssel és kosárfonással foglalkoznak."
1910-ben 272, többségben horvát lakosa volt, jelentős német kisebbséggel. A trianoni békeszerződésig Vas vármegye Szombathelyi járásához tartozott. A békeszerződések Ausztriának ítélték. 1971-ben közigazgatásilag Monyorókerékhez csatolták. 2001-ben 91 lakosa volt.

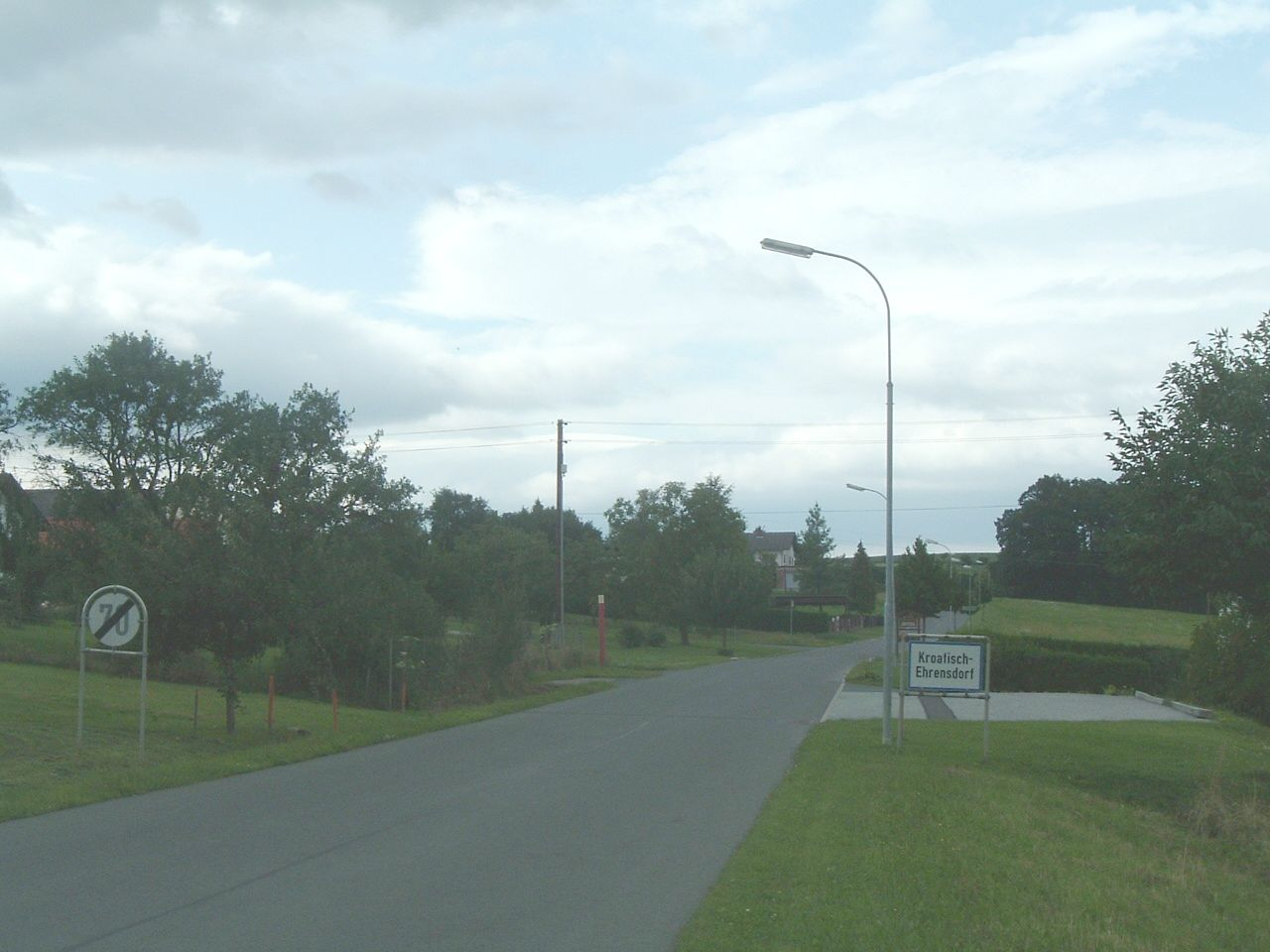
A település bejárata

## Nevezetességei
Jézus Szíve tiszteletére szentelt római katolikus temploma.